# Banană de gătit
Banana de gătit este o varietate de banană care este adesea folosită în bucătărie pentru preparate culinare, în special în rețetele de deserturi. Aceste banane sunt diferite de cele consumate în mod obișnuit, denumite și banane de desert sau banane de consum. Banana de gătit are o pulpă mai fermă și mai puțin dulce în comparație cu bananele obișnuite.
Bananele de gătit sunt adesea recunoscute după coaja lor mai verde și mai grosolană în comparație cu bananele obișnuite, care tind să aibă coaja mai subțire și se colorează în galben când sunt coapte.
Conțin mai mult amidon care, în timpul procesului de gătire, se transformă în zaharuri mai simple, oferind astfel un gust dulce preparatelor culinare.